# Aquathlon (lutte subaquatique)
Pour les articles homonymes, voir Aquathlon.
L'aquathlon ou la lutte subaquatiqueest un sport sous-marin et un sport de combat, où deux concurrents portant des masques et des palmes luttent sous l'eau pour tenter de retirer un ruban fixé à la cheville de l'adversaire afin de gagner l'épreuve. Ce « combat » se déroule dans un périmètre carré de 5 mètres dans une piscine, et est composé de trois rounds de 30 secondes, avec un quatrième round en cas d'égalité.
Ce sport a été créé dans les années 1980 en URSS (actuelle Russie) et a été pratiqué pour la première fois au niveau international en 1993. Il a été reconnu par la Confédération Mondiale des Activités Subaquatiques (CMAS) en 2008.
L'entrainement au combat comporte des engagements sous l'eau mais aussi au-dessus de la surface de l'eau, avec ou sans équipement de plongée, en utilisant des armes factices (couteau en caoutchouc, fusil à baïonnette, etc) ou à mains nues, combinés à des techniques de grappling et d'étouffement dans le but de neutraliser ou soumettre l'adversaire.

## Zone de compétition
Le sport est pratiqué dans une piscine avec une profondeur d'eau comprise entre 2 m et 6 m. La zone de compétition se compose d'une délimitation carrée de 5 m de côté et une zone libre de 2,5 m autour, toutes deux marquées par des cordes flottantes à la surface de l'eau. Un côté de l'anneau est marqué d'une corde rouge (connue sous le nom de « côté rouge ») tandis que le côté opposé est marqué d'une corde jaune (connue sous le nom de « côté jaune »). Au fond de la piscine, un tapis carré de 5 mètres avec un cercle blanc au centre (1 mètre de diamètre) est placé immédiatement sous la zone de compétition. Sur les côtés opposés du tapis sont situés un cerceau rouge et un cerceau jaune mesurant chacun 1 mètre de diamètre. Le cerceau rouge est situé sous la corde rouge flottant à la surface de la piscine, tandis que le cerceau jaune se trouve sous la corde jaune.

## Équipement
Les concurrents portent un maillot de bain, un masque de plongée, des palmes en caoutchouc ou en polyuréthane, un bonnet de water-polo et deux bandes de cheville (5x40 cm) sur lesquelles sont fixés 2 rubans colorés (2x20cm). Le compétiteur du côté rouge porte une casquette rouge ou bleue et des rubans jaunes tandis que le concurrent du côté jaune porte une casquette blanche ou jaune et des rubans rouges.

## Engagement

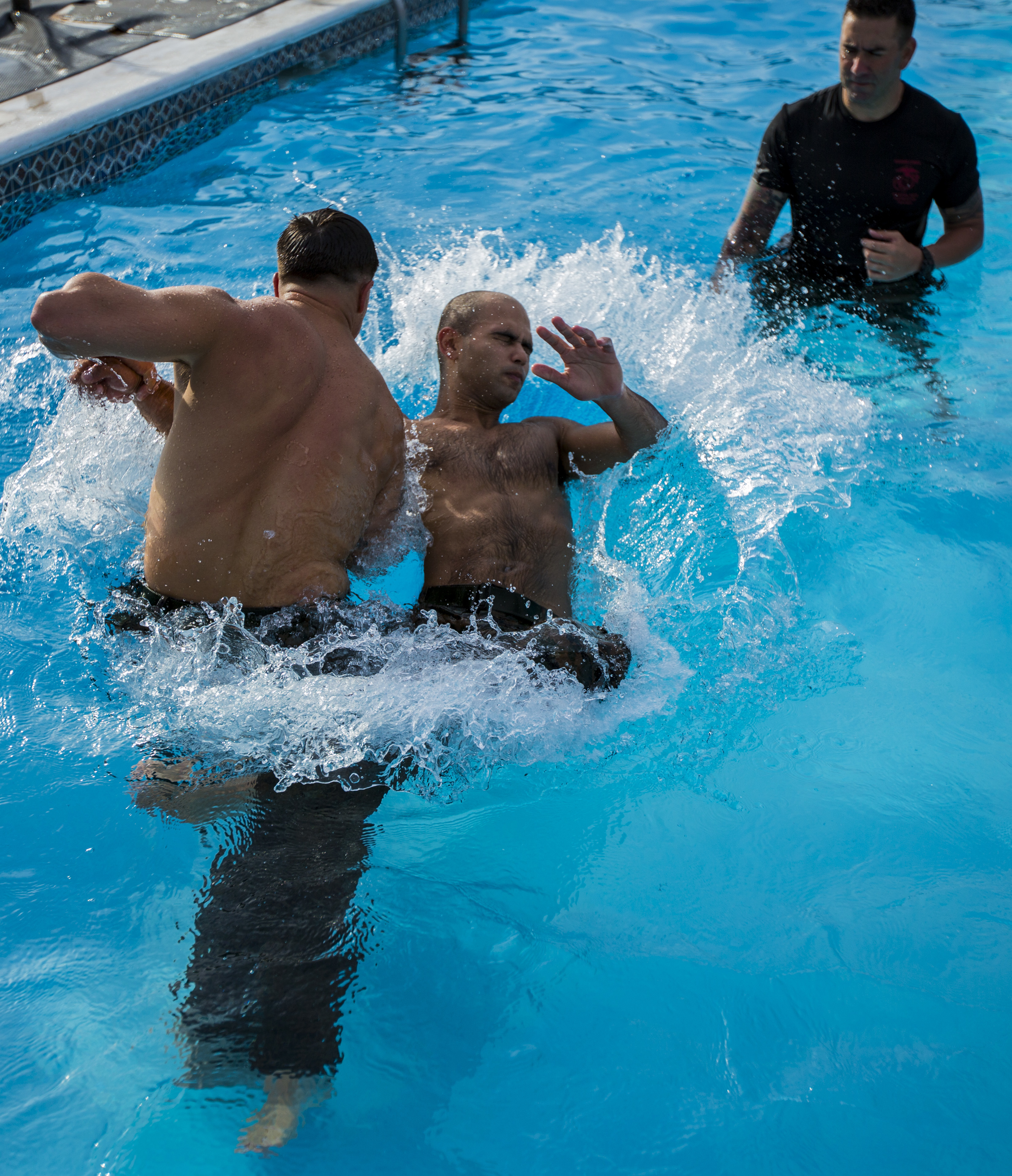
La lutte au-dessus de la surface de l'eau, armée ou à mains nues, est également une pratique d'aquathlon pour l'entrainement des militaires de marine à travers le monde.

Une épreuve de compétition est dénommée « combat » et se compose de trois rounds d'une durée de 30 secondes chacun, et d'un round supplémentaire organisé pour établir le vainqueur en cas d'égalité. Les intervalles entre les rounds ne doivent pas être inférieurs à 30 secondes et un intervalle minimum d'au moins une minute est requis entre deux combats.

## Origines et histoire
Le sport a été créé et développé entre 1980 et 1982 par Igor Ostrovsky, entraîneur de sports sous-marins à l'Institut technologique de Moscou. Il a été présenté officiellement pour la première fois en avril 1982 à Moscou. La première compétition internationale a été organisée en août 1993 à Moscou. En mars 1996, des représentants de fédérations de plongée de Russie, d'Ukraine et d'Israël se sont réunis à Moscou pour créer l'Association internationale d'aquathlon (IAA). Les objectifs de l'IAA sont de développer le sport, d'encourager la fondation de fédérations et d'associations nationales de pratique de ce sport à travers le monde, d'assurer l'adoption de règles internationales de compétition et d'officialiser les compétitions internationales. Le sport a été présenté à la CMAS en 2007 lors des Jeux CMAS à Bari, en Italie. Il a été reconnu par la CMAS lors de l'Assemblée générale de mai 2008 et un concours de niveau international sous les auspices de la CMAS a débuté fin 2008. En 2009, la Commission d'Aquathlon a été créé au sein du Comité sportif de la CMAS avec Igor Ostrovsky comme président,,,.

## Administration
L'organe directeur est la Commission d'aquathlon du comité des sports de la CMAS. Depuis mars 2013, les pays suivants sont affiliés à la commission : la Biélorussie, la Croatie, l'Estonie, l'Italie, le Kazakhstan, la Lituanie et la Russie.

## Championnats
Avant 1990, toutes les compétitions avaient lieu en Union soviétique. Le premier championnat russe d'aquathlon a eu lieu à Toula en 1992. En 1993, la première compétition internationale d'aquathlon a eu lieu à Moscou en présence d'équipes nationales d'Israël, de Russie et d'Ukraine. Une série de compétitions amicales a eu lieu entre Israël et la Jordanie en 1997 à Aqaba, en Jordanie et en 1998 à Netanya, en Israël. Entre les années 2000 et 2006, des compétitions internationales ont eu lieu à Moscou, Toula et Sotchi en Russie, Istanbul en Turquie et à Tiraspol en Moldavie.